# Isaac Beckett
Isaac Beckett, né en 1653 dans le Kent et mort en 1719, est un graveur anglais en manière noire, l'un des premiers praticiens de cet art dans le pays.

## Biographie
Beckett est né en 1653 dans le Kent. Il est apprenti chez un imprimeur calicot à Londres, mais après avoir rencontré Edward Luttrell, il décide d'apprendre le nouvel art de la gravure en manière noire. En apprenant qu'un certain John Lloyd connaissait le processus et étant obligé, par une intrigue, de s'absenter de son entreprise, Beckett lui offre ses services et s'engage dans des articles[Quoi ?] pour travailler pour lui. Peu de temps après, cependant, il est de nouveau en difficulté, et est aidé par Luttrell, avec qui il devient associé dans le développement de l'art.
On dit qu'il aurait épousé une femme de fortune, ce qui lui aurait permis de s'installer comme éditeur de ses propres estampes. Luttrell a fait beaucoup de têtes pour lui, étant plus habile en dessin que Beckett, mais elles étaient souvent terminées par ce dernier. Ses plaques font toutes référence à des dates entre 1681 et 1688, bien qu'il ait vécu jusqu'en 1719.
Beckett et Robert Williams sont les premiers anglais autochtones qui pratiquent largement la gravure en manière noire et, dans une certaine mesure, on peut considérer qu'ils ont fondé l'école, car les œuvres antérieures étaient principalement exécutées par des graveurs nés à l'étranger. John Smith (1652?-1742) est l'élève de Beckett, et semble avoir obtenu un grand nombre de ses plaques et y avoir apposé son propre nom, non seulement comme éditeur, mais aussi comme graveur.
Beckett grave plusieurs sujets bibliques et allégoriques et quelques paysages, mais la grande majorité de ses planches sont des portraits, dont 107 sont connues

### Gravure de portraits

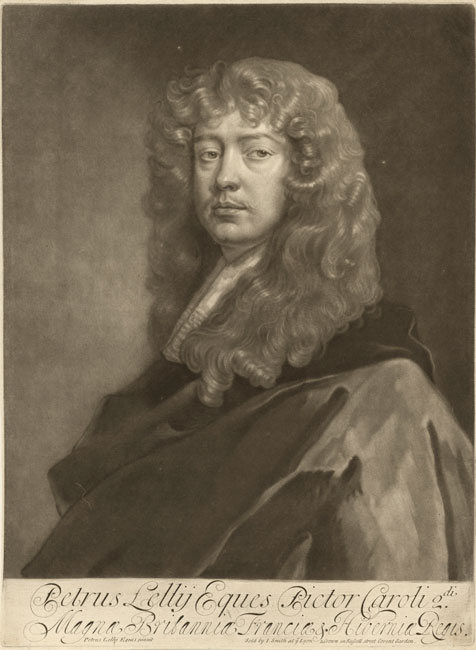
Peter Lely, gravure de Beckett et de John Smith d'après un autoportrait, vers 1684.

- Sir Godfrey Kneller (à partir d'une image de Kneller)[3].
- Charles II (d'après Kneller)[3].
- Jacques, Duc d'York (d'après le même)[3].
- Henri, Duc de Grafton (d'après T. Hawker)[3].
- La Duchesse de Grafton; d'après Wissing[3].
- Charles Melford (d'après le même)[3].
- Sir Peter Lely ("Se ipse pinx" - voir l'illustration ci-dessus)[3].
- George, Prince de Danemark (d'après Riley)[3].
- Henry Compton, Évêque de Londres (d'après le même)[3].
- Christophe, Comte d'Albemarle (d'après Murray)[3].
- George, Duc de Buckingham (d'après Verhelst)[3].
- John Maitland, Duc de Lauderdale (d'après Riley)[3].
- Henri, Duc de Norfolk[3].
- Thomas Cartwright, Évêque de Chester[3].
- Lady Williams (en entier)[3].
- Adrian Beverland (élaboré à partir d'une statue)[3].

Le portrait de Beckett est gravé par son élève John Smith et d'autres.

### Sujets gravés
- La Vierge Marie et saint Joseph, avec l'Enfant Jésus endormi, avec deux Angess (peintre sans nom)[3].
- Le temps coupe les ailes de l'amour[3].
- Cupidon et Psyché (d'après Alessandro Turchi).
- Un paysage, avec un berger et une bergère[3].
- Le maître d'école néerlandais (d'après Heemskerk)[3].
- Le chirurgien barbier du village (d'après J. Lingelbach)[3].